# 上层建筑 (工程学)

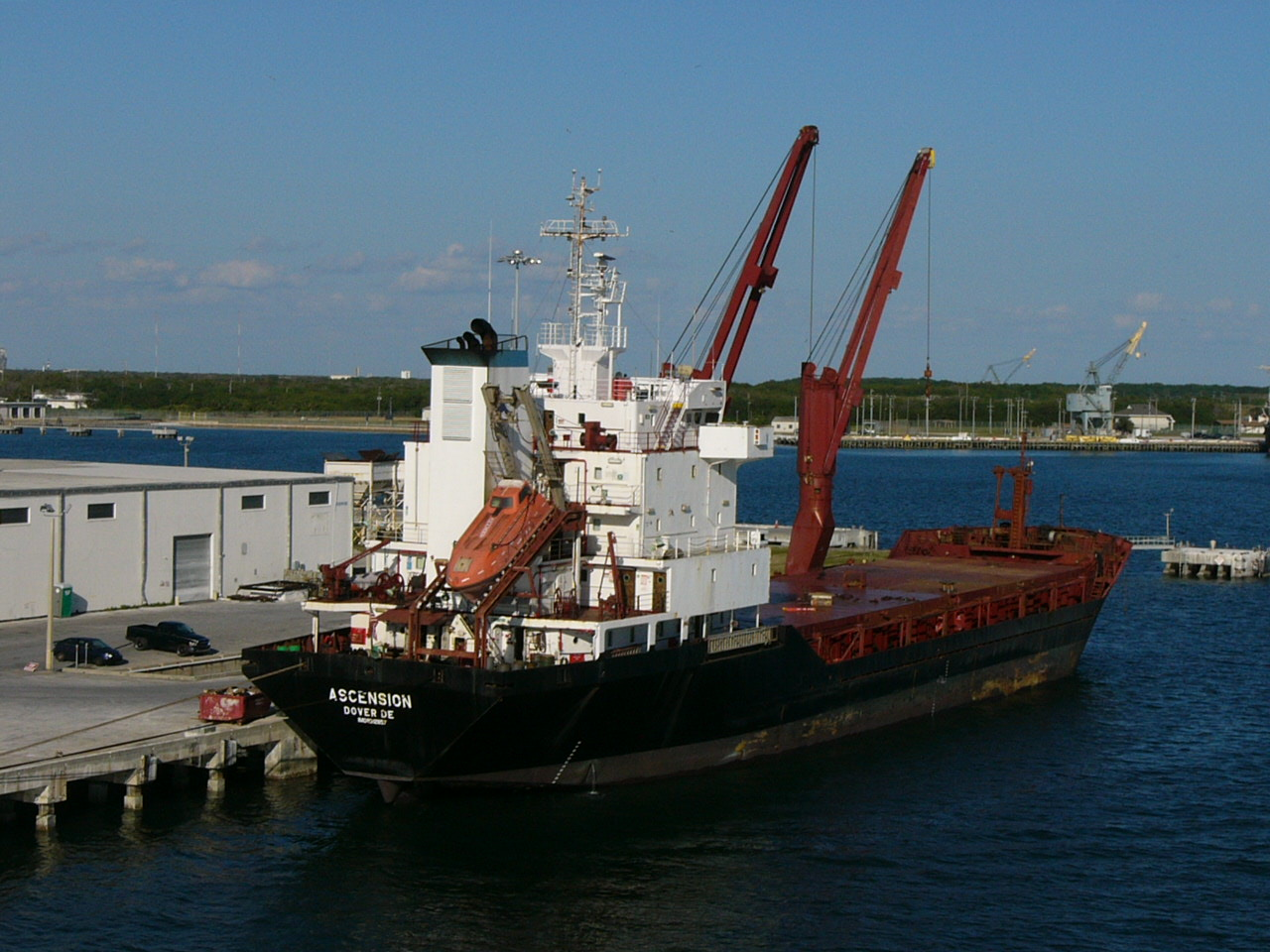
這艘貨船的上部結構是位於船的後部的艦橋及救生艇

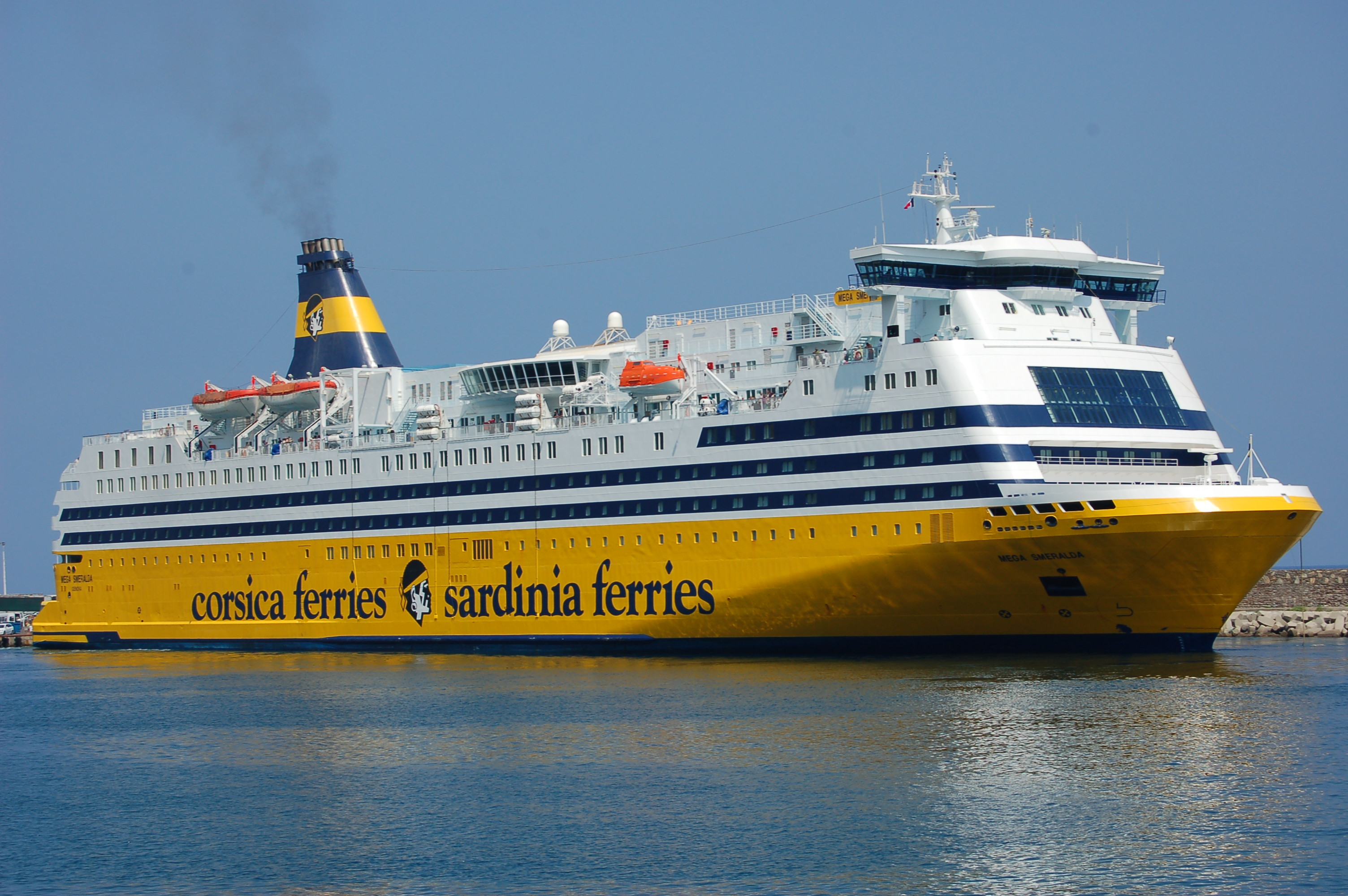
郵輪Mega Smeralda號，船的白色部分、救生艇等是這艘郵輪的上部結構，黃色部分以及水下的部分是爲船体

上層建築或上層結構、上部結構、附加結構、超結構指的是在現有結構的基準上向上擴展的結構。该術語適用於各種物理結構，如建築物，橋樑或工程學自由度為零的船舶等。

## 示例圖冊

航空母艦的上層建築的位置示意圖，也称舰岛
圖中這艘船中標示爲1和9的是這艘船的上層結構

## 参看
- 巨型建筑
- 巨型结构
- 伟大工程巡礼是一個電視紀錄片系列節目